# Corsino Fortes
Pour les articles homonymes, voir Fortes.
Corsino António Fortes, né le 14 février 1933 à Mindelo sur l'île de São Vicente et mort le 24 juillet 2015 dans la même ville, est un poète, un homme politique et un diplomate cap-verdien. 

## Biographie
Juriste de formation à l'Université de Lisbonne en 1966, il fut notamment juge en Angola, puis, en 1975, le premier ambassadeur nommé au Portugal et, de 1989 à 1991, ministre de la Justice dans son pays.
Premier volet de la trilogie A cabeça calva de Deus, son long poème épique, Pão & Fonema, parut en 1974 – l'année de la Révolution des Œillets qui entraîna la chute de la dictature salazariste au Portugal –, soit un an avant l'indépendance du Cap-Vert.

## Distinctions
- Grand-croix de l'ordre de l'Infant Dom Henri